# Trelleborg (vikingeborg)
|  | Flytteforslag Denne side er foreslået flyttet til Trelleborg (Trelleborg). Klik her for at se flytteforslaget. |

|  | Flytteforslag Denne side er foreslået flyttet til Trelleborgen (Skåne). Klik her for at se flytteforslaget. Begrundelse: Et konkret forslag, og en udløber af et tidligere flytteforslag, der imidlertid er strandet |

 Denne artikel omhandler den svensk beliggende vikingeborg. For den navne-identiske danske vikingeborg, se Trelleborg (Slagelse).
I slutningen af 1980'erne blev der i Trelleborg i Skåne fundet rester af en borg, der hvor Svenstorpsgatan og Bryggaregatan mødes. Byen er formentlig oprindelig navngivet efter borgen. Borgen i Skåne var et træbygget borganlæg fra vikingetiden, der ofte fejlagtigt bliver nævnt som et anlæg, der skal ses i sammenhæng med de danske ringborge Trelleborg ved Slagelse, Aggersborg ved Limfjorden, Fyrkat ved Hobro, Nonnebakken i Odense og Borrering ved Køge.

## Sammenligning med de øvrige borge
Den indre diameter for Trelleborg i Skåne er ca. 112 m. Den indre diameter for Trelleborg på Sjælland er 136 m. Trelleborgen i Skåne havde fire portåbninger, hvis retning afviger ca. 20 grader fra verdenshjørnerne. Ringvolden er mod vest fladtrykt og ikke symetrisk i modsætning til de danske borge. Den er bygget i mindst to faser.
Dateringen af borgen bygger på kulstof 14-datering gennem analyse af forkullet træ. Der er en vis usikkerhed forbundet med denne metode, men de forskellige fund tyder på, at den er bygget ca. 800 e. kr. Den skånske borg adskiller sig derfor væsentligt fra de danske borge, der alle blev opført ca. 980, formentlig af Harald Blåtand. Hvor de danske anlæg alle er forladte omkring år 1000, så fortsætter Trelleborg i Skåne med at være i funktion langt ind i 1000-tallet.
Typologiske er den skånske borg også væsentlig forskellig fra de danske anlæg, som alle er cirkulære med præcise portåbninger i verdenshjørnerne og karakterisk bebyggelse inde på borgpladsen bestående af langhuse placeret i firelængede karreer. Trelleborg i Skåne har aldrig haft fast bebyggelse på borgområdet, og anlægget er ikke cirkelrundt, ligesom også portåbningerne har væsentlige forskydninger i forhold til verdenshjørnerne. Endelig har de danske anlæg alle en V-formet voldgrav, mens den skånske borg har en trugformet voldgrav, der betegner en fladbundet bueform.
Arkæologer formoder, at den skånske borg har været en såkaldt tilflugtsborg, som ikke har været permanent beboet, men kun taget i funktion, når befolkningen har været truet af fjender, der kom fra østersøområdet .
I 1998 påvistes rester af en cirkelborg af Trelleborgtypen ved Borgeby nord for Lund.

## Trivia
Natten mellem d. 13. og 14. september 2014 blev flere brande antændt i den genopførte kopi af Trelleborgen, og det hus, der kaldes langhuset, blev svært beskadiget.